# Бецелар
Бецелар (рум. Bățălar) — село у повіті Хунедоара в Румунії. Входить до складу комуни Бретя-Ромине.
Село розташоване на відстані 279 км на північний захід від Бухареста, 21 км на південь від Деви, 128 км на південь від Клуж-Напоки, 138 км на схід від Тімішоари.

## Населення
За даними перепису населення 2002 року у селі проживали 226 осіб, з них 224 особи (99,1%) румунів. Усі жителі села рідною мовою назвали румунську.